# Ovrios
Ovrios (griechisch Οβριός (m. sg.)) oder Evraionisis (griechisch Εβραιονήσι (f. sg.)) ist eine unbewohnte kleine Insel im Saronischen Golf in Griechenland. Der Name bedeutet Hebräer. In der Antike hieß die Insel Aspis (griechisch Ασπίς (f. sg.) = Schild). Die Insel liegt 13 km südöstlich des Kanals von Korinth und 2,5 km nordöstlich des Küstenortes Pefkali.

## Geschichte
Auf der Insel finden sich bereits Funde aus der Mykenischen Zeit. Weitere Überreste datieren in die Frühbyzantinische Zeit, Zweite Venetianische Herrschaft und in die Osmanische Zeit. Auf dem höchsten Punkt gibt es ein Kastel mit einer Länge von 120 m und einer Breite von 50 m. Nur die Nord-, Ost- und Westseite wurden befestigt, da das Gelände im Süden steil abfällt. Die Nordmauer aus dem 17. oder 18. Jahrhundert ist besonders gut erhalten und stammt wahrscheinlich aus venezianischer Zeit. Die West- und Ostmauern sind in schlechterem Zustand und stammen aus frühbyzantinischer Zeit. Es sind auch Mauerabschnitte aus der mykenischen Zeit erhalten. Mehrere Tore der Befestigung sind erhalten. Im Innern fand man mehrere Zisternen.
Heute gibt es südlich der Insel Fischfarmen.

## Navigation
Im Nordosten von Ovrios gibt es einen Leuchtturm mit der Internationalen Ordnungsnummer N 4143. Er besteht aus einer weißen Metallsäule von 4 m Höhe. Das Signallicht befindet sich in 48 m Höhe und hat eine Tragweite von 7 sm. Das Lichtsignal hat eine Frequenz von 10 s mit einem Lichtblitz von 0,5 s und einer Dunkelphase von 9,5 s.